# 高力忠房
高力 忠房（こうりき ただふさ）は、安土桃山時代から江戸時代前期にかけての武将・大名。武蔵国岩槻藩2代藩主、遠江国浜松藩主、肥前国島原藩初代藩主。官位は従五位下・摂津守。島原藩高力家2代。

## 生涯
高力正長の長男として遠江国浜松にて誕生。父が早世したため、祖父・清長に育てられた。慶長4年（1599年）、武蔵岩槻2万石を領する大名となる。慶長5年（1600年）の関ヶ原の戦いでは徳川秀忠軍に従軍した。関ヶ原の戦後、西軍に属した増田長盛の身柄を預かっている。慶長14年（1609年）、居城の岩槻城が全焼したが、再建して徳川家康の鷹狩用の宿として提供した。慶長19年（1614年）、大久保忠隣が改易された際、安藤重信らと共に小田原城の受け取りを担当した。
同年冬からの大坂冬の陣では秀忠軍の一員として参戦し、翌年からの大坂夏の陣では土井利勝に従って大和国で豊臣軍と戦い、戦後は残党狩りを担当した。その功績により、元和5年（1619年）に浜松城3万石へ加増移封された。寛永2年（1625年）、寛永11年（1634年）には計1万石を加増され、合計4万石を領する大名となった。 
寛永16年（1639年）4月、3代将軍・徳川家光から島原の乱後の肥前島原4万石へ移封された。このとき、家光は忠房を乱後で人口が激減した島原へ移封させて復興に努めさせ、さらに長崎の警備や九州における外様大名の監視も任せたとも言われているが、次代の高力隆長は暴政により改易された。
忠房による浪人らの移民奨励により、島原には様々な地方の人々が集まったため、新たな方言が生まれたといわれている。
明暦元年（1655年）12月11日死去。享年72。

## 系譜
- 父：高力正長（1558-1599）
- 母：本多忠俊娘
- 正室：まん - 真田信之娘
  - 長男：高力隆長（1605-1677）
- 生母不明の子女
  - 男子：高力高房
  - 男子：高力政房
  - 女子：小川正久室